# Daggvide
Daggvide (Salix daphnoides) är en växtart i familjen videväxter. 
Daggvidebuskanar kan bli upp till fem meter höga och får en blåaktig färg på kvistarna. Bladen är smala med vasstandade blad. Den förekommer främst i Mellaneuropa. I Sverige är den inplanterad och förekommer förvildad vid Klarälven och två lokaler i Dalarna, i övrigt som trädgårdsväxt.
Artens västligaste naturliga population förekommer i Pyrenéerna. Den största populationen hittas från östra Frankrike och norra Italien till norra Balkanhalvön och västra Ryssland. I Storbritannien och Norden är daggvide troligtvis introducerad. I några stater är växten lokalt begränsat, bland annat i Tjeckien i Beskiderna. Daggvide växer i låglandet och i bergstrakter upp till 2000 meter över havet.
Växten hittas oftast vid vattendrag och ibland tillsammans med lavendelvide (Salix elaeagnos) och/eller klådris (Myricaria germanica). Arten används för att ge sanddyner vid kuster mer stadighet. Bark från daggvide brukas i medicinen.
Lokala bestånd hotas av landskapsförändringar. IUCN listar arten på grund av den stora utbredningen som livskraftig (LC).